# ويبستر (كارولاينا الشمالية)
ويبستر (بالإنجليزية: Webster town, North Carolina)‏ هي بلدة تقع بولاية كارولاينا الشمالية في الولايات المتحدة. تبلغ مساحتها 2.58 كم2، وترتفع عن سطح البحر 659 م، بلغ عدد سكانها 363 نسمة في عام 2010 حسب إحصاء مكتب تعداد الولايات المتحدة وتصل الكثافة السكانية فيها 140.7 نسمة لكل كيلومتر مربع (364.4/ميل2).

## التركيبة السكانية
حدّد مكتب تعداد الولايات المتحدة بيانات التركيبة السكانية لويبستر في تعداد الولايات المتحدة. في ما يلي، التركيبة السكانية حسب تعدادي 2000 و2010.

### تعداد عام 2000
بلغ عدد سكان ويبستر 486 نسمة بحسب تعداد عام 2000، وبلغ عدد الأسر 200 أسرة وعدد العائلات 141 عائلة مقيمة في البلدة. في حين سجلت الكثافة السكانية 188.4 نسمة لكل كيلومتر مربع (488.0/ميل2). وبلغ عدد الوحدات السكنية 227 وحدة بمتوسط كثافة قدره 88 لكل كيلومتر مربع (227.9/ميل2).
وتوزع التركيب العرقي للبلدة بنسبة 94.03% من البيض و2.06% من الأمريكيين الأفارقة و1.03% من الأمريكيين ذوي الأصول الآسيوية و0.41% من الأعراق الأخرى و2.47% من عرقين مختلطين أو أكثر و1.03% من الهسبانيون أو اللاتينيون من أي عرق.
بلغ عدد الأسر 200 أسرة كانت نسبة 35% منها لديها أطفال تحت سن الثامنة عشر تعيش معهم، وبلغت نسبة الأزواج القاطنين مع بعضهم البعض 54% من أصل المجموع الكلي للأسر، ونسبة 14.5% من الأسر كان لديها معيلات من الإناث دون وجود شريك، بينما كانت نسبة 2% من الأسر لديها معيلون من الذكور دون وجود شريكة وكانت نسبة 29.5% من غير العائلات. تألفت نسبة 27.5% من أصل جميع الأسر من عدة أفراد يعيشون في نفس المنزل ونسبة 11.5% كانت تتألف من شخص يعيش بمفرده يبلغ من العمر 65 عاماً أو أكثر. وبلغ متوسط حجم الأسرة المعيشية 2.28، أما متوسط حجم العائلات فبلغ 2.72.
بلغ العمر الوسطي للسكان 44.6 عاماً. وكانت نسبة 24.5% من القاطنين تحت سن الثامنة عشر، وكانت نسبة 6% بين الثامنة عشر والرابعة والعشرين عاماً، ونسبة 19.8% كانت واقعةً في الفئة العمرية ما بين الخامسة والعشرين والرابعة والأربعين عاماً، ونسبة 27.8% كانت ما بين الخامسة والأربعين والرابعة والستين، ونسبة 15.6% كانت ضمن فئة الخامسة والستين عاماً فما فوق. يوجد لكل 100 أنثى 70.4 ذكر، ويوجد لكل 100 أنثى في الثامنة عشر من عمرها فما فوق 68.8 ذكر.
بلغ متوسط دخل الأسرة في البلدة 40313 دولارًا، أما متوسط دخل العائلة فبلغ 46042 دولارًا. وكان متوسط دخل الذكور 40000 دولارًا مقابل 30278 دولارًا للإناث. وسجل دخل الفرد الخاص بالبلدة 21019 دولارًا. وكانت نسبة 14.5% من العائلات ونسبة 12.8% من السكان تحت خط الفقر، وكان من هؤلاء نسبة 16.7% تحت سن الثامنة عشر ونسبة 1.3% في الخامسة والستين من العمر وما فوق.

### تعداد عام 2010
بلغ عدد سكان ويبستر 363 نسمة بحسب تعداد عام 2010، وبلغ عدد الأسر 157 أسرة وعدد العائلات 110 عائلة مقيمة في البلدة. في حين سجلت الكثافة السكانية 140.7 نسمة لكل كيلومتر مربع (364.4/ميل2). وبلغ عدد الوحدات السكنية 175 وحدة بمتوسط كثافة قدره 67.8 لكل كيلومتر مربع (175.6/ميل2).
وتوزع التركيب العرقي للبلدة بنسبة 94.77% من البيض و1.65% من الأمريكيين الأفارقة و0.55% من الأمريكيين الأصليين و0.55% من الأعراق الأخرى و2.48% من عرقين مختلطين أو أكثر و1.65% من الهسبانيون أو اللاتينيون من أي عرق.
بلغ عدد الأسر 157 أسرة كانت نسبة 36.3% منها لديها أطفال تحت سن الثامنة عشر تعيش معهم، وبلغت نسبة الأزواج القاطنين مع بعضهم البعض 49.7% من أصل المجموع الكلي للأسر، ونسبة 15.3% من الأسر كان لديها معيلات من الإناث دون وجود شريك، بينما كانت نسبة 5.1% من الأسر لديها معيلون من الذكور دون وجود شريكة وكانت نسبة 29.9% من غير العائلات. تألفت نسبة 23.6% من أصل جميع الأسر من عدة أفراد يعيشون في نفس المنزل ونسبة 8.9% كانت تتألف من شخص يعيش بمفرده يبلغ من العمر 65 عاماً أو أكثر. وبلغ متوسط حجم الأسرة المعيشية 2.31، أما متوسط حجم العائلات فبلغ 2.68.
بلغ العمر الوسطي للسكان 38.7 عاماً. وكانت نسبة 24.5% من القاطنين تحت سن الثامنة عشر، وكانت نسبة 5.8% بين الثامنة عشر والرابعة والعشرين عاماً، ونسبة 27% كانت واقعةً في الفئة العمرية ما بين الخامسة والعشرين والرابعة والأربعين عاماً، ونسبة 30.9% كانت ما بين الخامسة والأربعين والرابعة والستين، ونسبة 11.8% كانت ضمن فئة الخامسة والستين عاماً فما فوق. وتوزع التركيب الجنسي للسكان بنسبة 47.4% ذكور و52.6% إناث.

## وصلات خارجية
- الموقع الرسمي